# 法兰西谷地圣艾蒂安
法兰西谷地圣艾蒂安（法語：Saint-Étienne-Vallée-Française，法語發音：[sɛ̃.t‿etjɛn vale fʁɑ̃sɛz]）是法国洛泽尔省的一个市镇，位于该省南部，属于弗洛拉克区。

## 地理
法兰西谷地圣艾蒂安（44°10'0"N, 3°50'31"E）面积50.99 平方千米，位于法国奧克西塔尼大區洛泽尔省，该省份为法国南部内陆省份，北起上盧瓦爾省和康塔爾省，西接阿韦龙省，南至加尔省，东临阿尔代什省。
与法兰西谷地圣艾蒂安接壤的市镇（或旧市镇、城区）包括：圣马丹德布博、米亚莱、圣让迪加尔、法兰西谷地穆瓦萨克、圣日耳曼-德卡尔贝特。

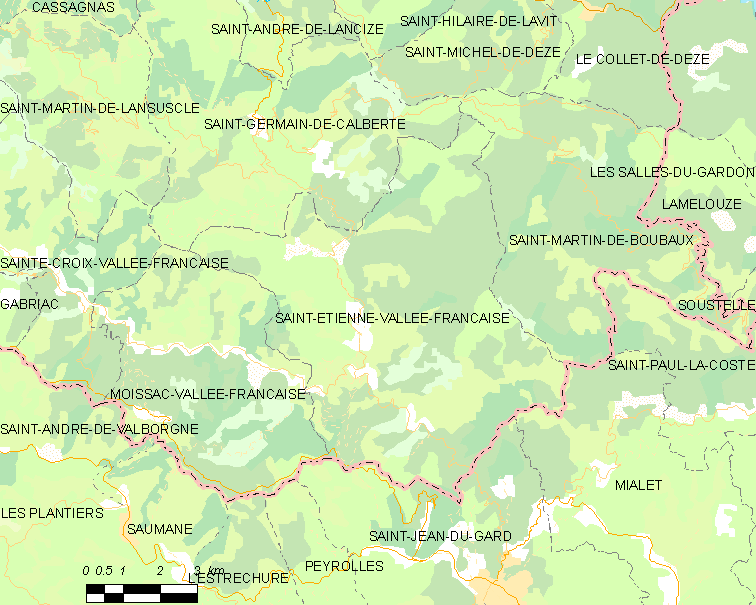
法兰西谷地圣艾蒂安的OSM定位图

法兰西谷地圣艾蒂安的时区为UTC+01:00、UTC+02:00（夏令时）。

## 行政
法兰西谷地圣艾蒂安的邮政编码为48330，INSEE市镇编码为48148。

## 政治
法兰西谷地圣艾蒂安所属的省级选区为勒科莱德代兹县。

## 人口

1962-2008年间法兰西谷地圣艾蒂安人口变化图示

法兰西谷地圣艾蒂安于2022年1月1日时的人口数量为494人。